# Scottish Division One 1900/01
Die Scottish Football League Division One wurde 1900/01 zum achte Mal ausgetragen. Es war zudem die elfte Austragung der höchsten Fußball-Spielklasse innerhalb der Scottish Football League, in der der Schottische Meister ermittelt wurde. Sie begann am 15. August 1900 und endete am 27. April 1901. In der Saison 1900/01 traten 11 Vereine in insgesamt 20 Spieltagen gegeneinander an. Jedes Team spielte jeweils einmal zu Hause und auswärts gegen jedes andere Team. Es galt die 2-Punkte-Regel. Bei Punktgleichheit waren die Vereine (mit derselben Punktausbeute) gleich platziert.
Die Glasgow Rangers gewannen zum insgesamt vierten Mal in der Vereinsgeschichte die schottische Meisterschaft. Absteiger war Partick Thistle, das keine Wiederwahl von den anderen Ligamitgliedern bekam und damit in die Division Two abstieg. Torschützenkönig wurde mit 20 Treffern Robert Hamilton von den Glasgow Rangers.

## Vereine
| Verein              | Stadt      | Stadion         |
| ------------------- | ---------- | --------------- |
| Celtic Glasgow      | Glasgow    | Celtic Park     |
| FC Dundee           | Dundee     | Dens Park       |
| FC Kilmarnock       | Kilmarnock | Rugby Park      |
| FC Queen’s Park     | Glasgow    | Cathkin Park    |
| FC St. Mirren       | Paisley    | St. Mirren Park |
| Glasgow Rangers     | Glasgow    | Ibrox Park      |
| Greenock Morton     | Greenock   | Cappielow Park  |
| Heart of Midlothian | Edinburgh  | Tynecastle Park |
| Hibernian Edinburgh | Edinburgh  | Easter Road     |
| Third Lanark        | Glasgow    | Cathkin Park    |
| Partick Thistle     | Glasgow    | Meadowside      |

## Statistik

### Abschlusstabelle
| Pl. | Verein              | Sp. | S  | U | N  | Tore    | Diff. | Punkte |
| --- | ------------------- | --- | -- | - | -- | ------- | ----- | ------ |
| 1.  | Glasgow Rangers (M) | 20  | 17 | 1 | 2  | 060:250 | +35   | 35:50  |
| 2.  | Celtic Glasgow (P)  | 20  | 13 | 3 | 4  | 049:280 | +21   | 29:11  |
| 3.  | Hibernian Edinburgh | 20  | 9  | 7 | 4  | 029:220 | +7    | 25:15  |
| 4.  | Greenock Morton (N) | 20  | 9  | 3 | 8  | 040:400 | ±0    | 21:19  |
| 5.  | Third Lanark        | 20  | 6  | 6 | 8  | 020:290 | −9    | 18:22  |
| 5.  | FC Kilmarnock       | 20  | 7  | 4 | 9  | 035:470 | −12   | 18:22  |
| 7.  | FC Dundee           | 20  | 6  | 5 | 9  | 036:350 | +1    | 17:23  |
| 7.  | FC Queen’s Park (N) | 20  | 7  | 3 | 10 | 033:370 | −4    | 17:23  |
| 9.  | FC St. Mirren       | 20  | 5  | 6 | 9  | 033:430 | −10   | 16:24  |
| 10. | Heart of Midlothian | 20  | 5  | 4 | 11 | 022:300 | −8    | 14:26  |
| 11. | Partick Thistle (N) | 20  | 4  | 2 | 14 | 028:490 | −21   | 10:30  |

| Zum Saisonende 1899/1900 |                                |
| (M)                      | Meister des Vorjahres          |
| (P)                      | Pokalsieger des Vorjahres      |
| (N)                      | Neuzugang aus der Division Two |

## Wahlprozedere
Die Regularien der Scottish Football League sahen vor, dass sich am Saisonende die zwei schlechtesten platzierten Teams zu Wiederwahl stellen mussten. Abgestimmt wurde auf der jährlichen Hauptversammlung der Scottish Football League, bei der zugleich über Neuaufnahmen entschieden wurde. Dieses Wahlsystem bestimmte bis 1922 den Auf- und Abstieg zwischen der Division One und Division Two.
| Verein              | # Stimmen | Ergebnis            | Division     |
| ------------------- | --------- | ------------------- | ------------ |
| Heart of Midlothian |           | wiedergewählt       | Division One |
| FC St. Mirren       |           | wiedergewählt       | Division One |
| Partick Thistle     |           | nicht wiedergewählt | Division One |

## Die Meistermannschaft der Glasgow Rangers
| 1.              | Glasgow Rangers |
| Glasgow Rangers | - Tor: Matthew Dickie - Abwehr: David Crawford, Jock Drummond, Bobby Neill, Nicol Smith, James Stark, John Tait Robertson - Mittelfeld: Donald Cameron, John Campbell, Neilly Gibson, James Graham, John McPherson, Andrew Sharp, James Tutty - Sturm: Robert Hamilton, Alex Smith, Finlay Speedie - Trainer: William Wilton |